# Mouad Bouchareb
Pour les articles homonymes, voir Bouchareb.
Mouad Bouchareb  (en arabe :  معاذ بوشارب), né le 18 février 1971 à Aïn Oulmene, est un homme d'État algérien, président de l'Assemblée populaire nationale du  24 octobre 2018 au 2 juillet 2019.

## Biographie
Mouad Bouchareb est originaire de Sétif, une des plus grandes villes de l'est du pays où il a obtenu sa licence en Littérature de langue arabe à l'Université Ferhat-Abbas en 1996.
Bouchareb est un jeune cadre Front de libération nationale (FLN) au pouvoir. 
Il est entré à l'Assemblée populaire nationale pour la première fois aux élections de 2007. Il est réélu en 2012 et 2017, puis devient président du groupe parlementaire du FLN. En octobre 2018, il succède à Saïd Bouhadja à la tête de l'APN.
Le 26 novembre 2018, il succède à Djamel Ould Abbes à la tête du FLN.
Dans le contexte des manifestations de 2019 en Algérie, qui ont notamment entraîné la démission du président Abdelaziz Bouteflika, il convoque un congrès extraordinaire du FLN pour les 18 et 19 avril 2019. Le 20 avril, peu après l'annulation du congrès, une réunion du comité central sous la direction de son prédécesseur est fixée au 23 avril. Le 30 avril, Mohamed Djemiai est élu secrétaire général. Dans la foulée, le FLN l'appelle à démissionner de la présidence de l'APN. Il démissionne le 2 juillet 2019. Il est remplacé, par intérim Abderrazak Terbeche, du FLN, avant que ne soit élu le 10 juillet Slimane Chenine, député du groupe Union Ennahda-Adala-Bina.